# Tour de Romandie 2008

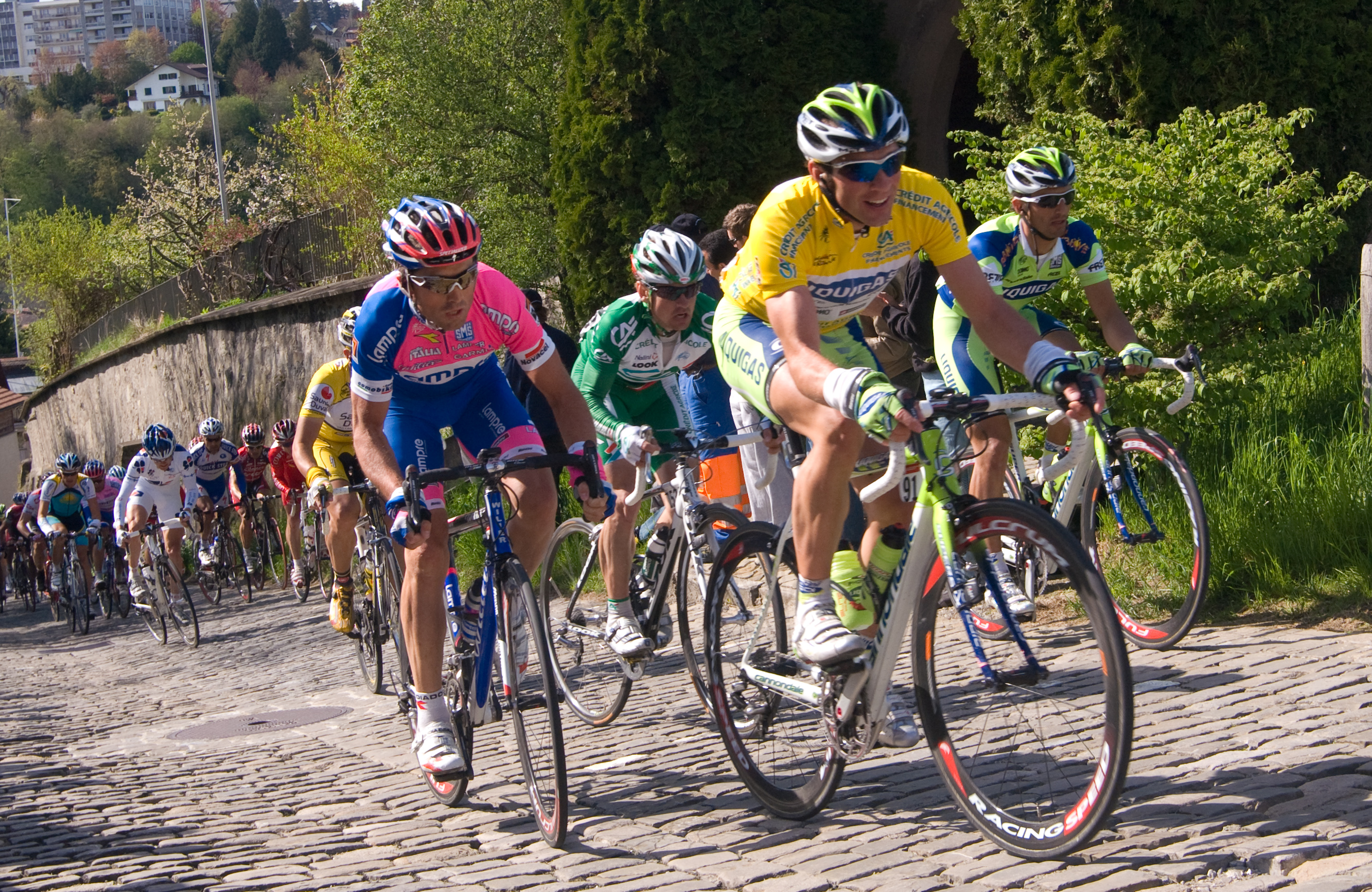
Peloton během 2. etapy, ve žlutém jede Michael Albasini.

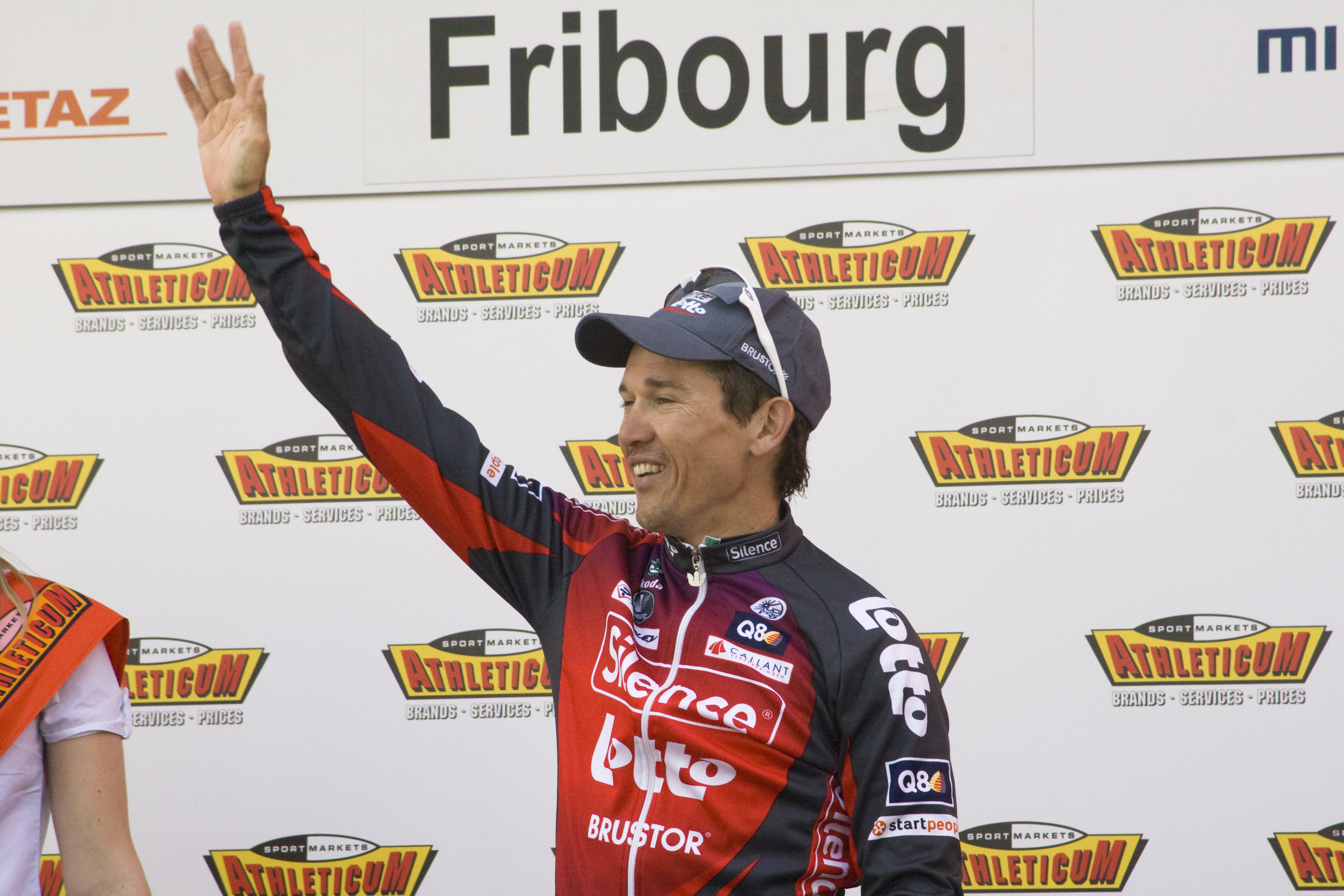
Robbie McEwen vyhlašován vítězem 2. etapy.

Tour de Romandie 2008 byl již v pořadí 62. ročník cyklistického etapového závodu Tour de Romandie. Uskutečnil se v Romandii ve Švýcarsku, v termínu od 29. dubna do 4. května. Byl šestým závodem v pořadí kalendáře UCI ProTour 2008.

## Trasa závodu
| Etapa  | Start / cíl            | Vzdálenost | Typ etapy (neofic.) | Datum     | Vítěz etapy        | Žlutý trikot     |
| ------ | ---------------------- | ---------- | ------------------- | --------- | ------------------ | ---------------- |
| Prolog | Ženeva – Ženeva        | 2 km       | Časovka jednotlivci | 29. duben | Mark Cavendish     | Mark Cavendish   |
| 1.     | Morges – Saignelégier  | 185 km     | Kopcovitá etapa     | 30. duben | Maxim Iglinskij    | Michael Albasini |
| 2.     | Moutier – Fribourg     | 172 km     | Kopcovitá etapa     | 1. květen | Robbie McEwen      | Michael Albasini |
| 3.     | Sion – Sion            | 19 km      | Časovka jednotlivci | 2. květen | Andreas Klöden     | Andreas Klöden   |
| 4.     | Sion – Zinal           | 127 km     | Horská etapa        | 3. květen | Francesco De Bonis | Andreas Klöden   |
| 5.     | Le Bouveret – Lausanne | 154 km     | Kopcovitá etapa     | 4. květen | Daniele Bennati    | Andreas Klöden   |

## Celkové výsledky

### Celková klasifikace
| Pořadí | Jezdec                     | Stát       | Stáj                | Celkový čas |
| ------ | -------------------------- | ---------- | ------------------- | ----------- |
| 1.     | Andreas Klöden             | Německo    | Astana Team         | 16h43'20"   |
| 2.     | Roman Kreuziger            | Česko      | Liquigas            | + 35"       |
| 3.     | Marco Pinotti              | Itálie     | Team High Road      | + 43"       |
| 4.     | Děnis Meňšov               | Rusko      | Rabobank            | + 45"       |
| 5.     | Mikel Astarloza Chaurreau  | Španělsko  | Euskaltel-Euskadi   | + 54"       |
| 6.     | Sandy Casar                | Francie    | Française Des Jeux  | + 1'05"     |
| 7.     | Juan Manuel Gárate         | Španělsko  | Quick Step          | + 1'08"     |
| 8.     | John Gadret                | Francie    | AG2R-La Mondiale    | + 1'14"     |
| 9.     | Maxim Iglinskij            | Kazachstán | Astana Team         | + 1'52"     |
| 10.    | José Ángel Gómez Marchante | Španělsko  | Saunier Duval-Scott | + 1'52"     |
| …      |                            |            |                     |             |
| 110.   | František Raboň            | Česko      | Team High Road      | + 50'38"    |

### Bodová klasifikace
| Pořadí | Jezdec             | Stát           | Stáj              | Celkový čas |
| ------ | ------------------ | -------------- | ----------------- | ----------- |
| 1.     | Daniele Bennati    | Itálie         | Liquigas          | 39          |
| 2.     | Markus Zberg       | Německo        | Team Gerolsteiner | - 2         |
| 3.     | Maxim Iglinskij    | Kazachstán     | Astana Team       | - 3         |
| 4.     | Andreas Klöden     | Německo        | Astana Team       | - 4         |
| 5.     | Roman Kreuziger    | Česko          | Liquigas          | - 7         |
| 6.     | Michael Albasini   | Švýcarsko      | Liquigas          | - 9         |
| 7.     | Francesco de Bonis | Itálie         | Team Gerolsteiner | - 14        |
| 8.     | John Gadret        | Francie        | AG2R-La Mondiale  | - 16        |
| 9.     | Mark Cavendish     | Velká Británie | Team High Road    | - 17        |
| 10.    | Björn Schröder     | Německo        | Team Milram       | - 18        |

### Vrchařská klasifikace
| Pořadí | Jezdec                     | Stát                   | Stáj               | Body |
| ------ | -------------------------- | ---------------------- | ------------------ | ---- |
| 1.     | Francesco de Bonis         | Itálie                 | Team Gerolsteiner  | 36   |
| 2.     | Stef Clément               | Nizozemsko             | Bouygues Telecom   | - 8  |
| 3.     | Rémy Di Grégorio           | Francie                | Française des Jeux | - 15 |
| 4.     | Alexandre Moos             | Švýcarsko              | BMC Racing Team    | - 16 |
| 5.     | Morris Possoni             | Itálie                 | Team High Road     | - 16 |
| 6.     | Steve Zampieri             | Švýcarsko              | Cofidis            | - 20 |
| 7.     | Haimar Zubeldia Aguirre    | Španělsko              | Euskaltel-Euskadi  | - 22 |
| 8.     | Ian McKissick              | Spojené státy americké | BMC Racing Team    | - 22 |
| 9.     | Paolo Tiralongo            | Itálie                 | Lampre             | - 24 |
| 10.    | José Luis Arrieta Lujambio | Španělsko              | AG2R-La Mondiale   | - 25 |

### Sprinterská klasifikace
| Pořadí | Jezdec                     | Stát                   | Stáj               | Body |
| ------ | -------------------------- | ---------------------- | ------------------ | ---- |
| 1.     | Morris Possoni             | Itálie                 | Team High Road     | 12   |
| 2.     | Alexandre Moos             | Švýcarsko              | BMC Racing Team    | - 0  |
| 3.     | Michael Albasini           | Švýcarsko              | Liquigas           | - 0  |
| 4.     | Ian McKissick              | Spojené státy americké | BMC Racing Team    | - 0  |
| 5.     | José Luis Arrieta Lujambio | Španělsko              | AG2R-La Mondiale   | - 6  |
| 6.     | Jérôme Coppel              | Francie                | Française des Jeux | - 8  |
| 7.     | Haimar Zubeldia Aguirre    | Španělsko              | Euskaltel-Euskadi  | - 9  |
| 8.     | Stef Clément               | Nizozemsko             | Bouygues Telecom   | - 9  |
| 9.     | Mathias Frank              | Švýcarsko              | Team Gerolsteiner  | - 9  |
| 10.    | Rémy Di Grégorio           | Francie                | Française des Jeux | - 10 |

### Týmová klasifikace
| Pořadí | Stáj                | Stát                   |
| ------ | ------------------- | ---------------------- |
| 1.     | Astana Team         | Lucembursko            |
| 2.     | Team Gerolsteiner   | Německo                |
| 3.     | Saunier Duval-Scott | Španělsko              |
| 4.     | Caisse d'Epargne    | Španělsko              |
| 5.     | Liquigas            | Itálie                 |
| 6.     | Euskaltel-Euskadi   | Španělsko              |
| 7.     | Française des Jeux  | Francie                |
| 8.     | Team High Road      | Spojené státy americké |
| 9.     | Team CSC            | Dánsko                 |
| 10.    | Crédit Agricole     | Francie                |

## Výsledky etap

### Prolog (Ženeva–Ženeva; časovka 2 km)
Pořadí a celková klasifikace
| Pořadí | Jezdec           | Stát           | Stáj             | Čas   |
| ------ | ---------------- | -------------- | ---------------- | ----- |
| 1.     | Mark Cavendish   | Velká Británie | Team High Road   | 2'07" |
| 2.     | Daniele Bennatti | Itálie         | Liquigas         | + 0"  |
| 3.     | Michael Albasini | Švýcarsko      | Liquigas         | + 1"  |
| 4.     | Björn Schröder   | Německo        | Team Milram      | + 1"  |
| 5.     | Bradley Wiggins  | Velká Británie | Team High Road   | + 1"  |
| 6.     | Roman Kreuziger  | Česko          | Liquigas         | + 1"  |
| 7.     | Nick Nuyens      | Belgie         | Cofidis          | + 2"  |
| 8.     | Martin Elmiger   | Švýcarsko      | AG2R-La Mondiale | + 2"  |
| 9.     | Thomas Dekker    | Nizozemsko     | Rabobank         | + 2"  |
| 10.    | Martin Kohler    | Švýcarsko      | BMC Racing Team  | + 2"  |
| …      |                  |                |                  |       |
| 25.    | František Raboň  | Česko          | Team High Road   | + 4"  |

### 1. etapa (Morges–Saignelégier; 185 km)
Pořadí v rámci etapy
| Pořadí | Jezdec            | Stát       | Stáj              | Čas      |
| ------ | ----------------- | ---------- | ----------------- | -------- |
| 1.     | Maxim Iglinskij   | Kazachstán | Astana Team       | 4h47'28" |
| 2.     | Michael Albasini  | Švýcarsko  | Liquigas          | + 0"     |
| 3.     | Markus Zberg      | Německo    | Team Gerolsteiner | + 0"     |
| 4.     | Thomas Dekker     | Nizozemsko | Rabobank          | + 2"     |
| 5.     | Alexandr Jefimkin | Rusko      | Quick Step        | + 2"     |
| 6.     | Andreas Klöden    | Německo    | Astana Team       | + 2"     |
| 7.     | Oliver Zaugg      | Švýcarsko  | Team Gerolsteiner | + 2"     |
| 8.     | Jens Voigt        | Německo    | Team CSC          | + 2"     |
| 9.     | Roman Kreuziger   | Česko      | Liquigas          | + 2"     |
| 10.    | Bernhard Kohl     | Rakousko   | Team Gerolsteiner | + 2"     |
| …      |                   |            |                   |          |
| 89.    | František Raboň   | Česko      | Team High Road    | + 8'19"  |

Celková klasifikace
| Pořadí | Jezdec                    | Stát       | Stáj               | Čas      |
| ------ | ------------------------- | ---------- | ------------------ | -------- |
| 1.     | Michael Albasini          | Švýcarsko  | Liquigas           | 4h49'30" |
| 2.     | Maxim Iglinskij           | Kazachstán | Astana Team        | + 1"     |
| 3.     | Markus Zberg              | Německo    | Team Gerolsteiner  | + 8"     |
| 4.     | Roman Kreuziger           | Česko      | Liquigas           | + 8"     |
| 5.     | Thomas Dekker             | Nizozemsko | Rabobank           | + 9"     |
| 6.     | Óscar Pereiro Sio         | Španělsko  | Caisse d'Epargne   | + 10"    |
| 7.     | Mikel Astarloza Chaurreau | Španělsko  | Euskaltel-Euskadi  | + 10"    |
| 8.     | Jussi Veikkanen           | Finsko     | Française des Jeux | + 10"    |
| 9.     | Andreas Klöden            | Německo    | Astana Team        | + 10"    |
| 10.    | Thomas Frei               | Švýcarsko  | Astana Team        | + 10"    |
| …      |                           |            |                    |          |
| 82.    | František Raboň           | Česko      | Team High Road     | + 8'28"  |

### 2. etapa (Moutier–Fribourg; 172 km)
Pořadí v rámci etapy
| Pořadí | Jezdec             | Stát      | Stáj                | Čas      |
| ------ | ------------------ | --------- | ------------------- | -------- |
| 1.     | Robbie McEwen      | Austrálie | Silence-Lotto       | 4h16'16" |
| 2.     | Daniele Bennati    | Itálie    | Liquigas            | + 0"     |
| 3.     | Matti Breschel     | Dánsko    | Team CSC            | + 0"     |
| 4.     | Markus Zberg       | Německo   | Team Gerolsteiner   | + 0"     |
| 5.     | Alexandr Bočarov   | Rusko     | Crédit Agricole     | + 0"     |
| 6.     | Josep Jufre Pou    | Španělsko | Saunier Duval-Scott | + 0"     |
| 7.     | Heinrich Haussler  | Německo   | Team Gerolsteiner   | + 0"     |
| 8.     | Daniele Righi      | Itálie    | Lampre              | + 0"     |
| 9.     | Björn Schröder     | Německo   | Team Milram         | + 0"     |
| 10.    | Rubén Pérez Moreno | Španělsko | Euskaltel-Euskadi   | + 0"     |
| …      |                    |           |                     |          |
| 38.    | Roman Kreuziger    | Česko     | Liquigas            | + 0"     |
| 119.   | František Raboň    | Česko     | Team High Road      | + 9'46"  |

Celková klasifikace
| Pořadí | Jezdec                    | Stát       | Stáj               | Čas      |
| ------ | ------------------------- | ---------- | ------------------ | -------- |
| 1.     | Michael Albasini          | Švýcarsko  | Liquigas           | 9h05'46" |
| 2.     | Maxim Iglinskij           | Kazachstán | Astana Team        | + 1"     |
| 3.     | Markus Zberg              | Německo    | Team Gerolsteiner  | + 8"     |
| 4.     | Roman Kreuziger           | Česko      | Liquigas           | + 8"     |
| 5.     | Thomas Dekker             | Nizozemsko | Rabobank           | + 9"     |
| 6.     | Óscar Pereiro Sio         | Španělsko  | Caisse d'Epargne   | + 10"    |
| 7.     | Jussi Veikkanen           | Finsko     | Française des Jeux | + 10"    |
| 8.     | Andreas Klöden            | Německo    | Astana Team        | + 10"    |
| 9.     | Mikel Astarloza Chaurreau | Španělsko  | Euskaltel-Euskadi  | + 11"    |
| 10.    | Steve Morabito            | Švýcarsko  | Astana Team        | + 11"    |
| …      |                           |            |                    |          |
| 119.   | František Raboň           | Česko      | Team High Road     | + 18'14" |

### 3. etapa (Sion–Sion; časovka 19 km)
Pořadí v rámci etapy
| Pořadí | Jezdec          | Stát       | Stáj             | Čas     |
| ------ | --------------- | ---------- | ---------------- | ------- |
| 1.     | Andreas Klöden  | Německo    | Astana Team      | 25'32"  |
| 2.     | Thomas Dekker   | Nizozemsko | Rabobank         | + 6"    |
| 3.     | Stef Clément    | Nizozemsko | Bouygues Telecom | + 20"   |
| 4.     | Tony Martin     | Německo    | Team High Road   | + 21"   |
| 5.     | Gustav Larsson  | Švédsko    | Team CSC         | + 25"   |
| 6.     | Roman Kreuziger | Česko      | Liquigas         | + 37"   |
| 7.     | Vladimir Gusev  | Rusko      | Astana Team      | + 37"   |
| 8.     | Marco Pinotti   | Itálie     | Team High Road   | + 39"   |
| 9.     | Děnis Meňšov    | Rusko      | Rabobank         | + 39"   |
| 10.    | Rein Taaramäe   | Estonsko   | Cofidis          | + 41"   |
| …      |                 |            |                  |         |
| 54.    | František Raboň | Česko      | Team High Road   | + 1'53" |

Celková klasifikace
| Pořadí | Jezdec                    | Stát       | Stáj              | Čas      |
| ------ | ------------------------- | ---------- | ----------------- | -------- |
| 1.     | Andreas Klöden            | Německo    | Astana Team       | 9h31'28" |
| 2.     | Thomas Dekker             | Nizozemsko | Rabobank          | + 5"     |
| 3.     | Roman Kreuziger           | Česko      | Liquigas          | + 35"    |
| 4.     | Vladimir Gusev            | Rusko      | Astana Team       | + 38"    |
| 5.     | Marco Pinotti             | Itálie     | Team High Road    | + 43"    |
| 6.     | Rein Taaramäe             | Estonsko   | Cofidis           | + 44"    |
| 7.     | Děnis Meňšov              | Rusko      | Rabobank          | + 45"    |
| 8.     | Óscar Pereiro Sio         | Španělsko  | Caisse d'Epargne  | + 46"    |
| 9.     | Mikel Astarloza Chaurreau | Španělsko  | Euskaltel-Euskadi | + 54"    |
| 10.    | Maxim Iglinskij           | Kazachstán | Astana Team       | + 55"    |
| …      |                           |            |                   |          |
| 118.   | František Raboň           | Česko      | Team High Road    | + 19'57" |

### 4. etapa (Sion–Zinal; 127 km)
Pořadí v rámci etapy
| Pořadí | Jezdec                    | Stát      | Stáj               | Čas      |
| ------ | ------------------------- | --------- | ------------------ | -------- |
| 1.     | Francesco de Bonis        | Itálie    | Team Gerolsteiner  | 3h28'06" |
| 2.     | John Gadret               | Francie   | AG2R-La Mondiale   | + 3"     |
| 3.     | Manuel Beltrán Martínez   | Španělsko | Liquigas           | + 6"     |
| 4.     | Sandy Casar               | Francie   | Française Des Jeux | + 7"     |
| 5.     | Roman Kreuziger           | Česko     | Liquigas           | + 7"     |
| 6.     | Andreas Klöden            | Německo   | Astana Team        | + 7"     |
| 7.     | Juan Manuel Gárate        | Španělsko | Quick Step         | + 7"     |
| 8.     | Marco Pinotti             | Itálie    | Team High Road     | + 7"     |
| 9.     | Děnis Meňšov              | Rusko     | Rabobank           | + 7"     |
| 10.    | Mikel Astarloza Chaurreau | Španělsko | Euskaltel-Euskadi  | + 7"     |
| …      |                           |           |                    |          |
| 112.   | František Raboň           | Česko     | Team High Road     | + 29'57" |

Celková klasifikace
| Pořadí | Jezdec                     | Stát       | Stáj                | Čas       |
| ------ | -------------------------- | ---------- | ------------------- | --------- |
| 1.     | Andreas Klöden             | Německo    | Astana Team         | 12h59'41" |
| 2.     | Roman Kreuziger            | Česko      | Liquigas            | + 35"     |
| 3.     | Marco Pinotti              | Itálie     | Team High Road      | + 43"     |
| 4.     | Děnis Meňšov               | Rusko      | Rabobank            | + 45"     |
| 5.     | Mikel Astarloza Chaurreau  | Španělsko  | Euskaltel-Euskadi   | + 54"     |
| 6.     | Sandy Casar                | Francie    | Française Des Jeux  | + 1'05"   |
| 7.     | Juan Manuel Gárate         | Španělsko  | Quick Step          | + 1'08"   |
| 8.     | John Gadret                | Francie    | AG2R-La Mondiale    | + 1'14"   |
| 9.     | Maxim Iglinskij            | Kazachstán | Astana Team         | + 1'52"   |
| 10.    | José Ángel Gómez Marchante | Španělsko  | Saunier Duval-Scott | + 1'52"   |
| …      |                            |            |                     |           |
| 122.   | František Raboň            | Česko      | Team High Road      | + 49'47"  |

### 5. etapa (Le Bouveret–Lausanne; 154 km)
Pořadí v rámci etapy
| Pořadí | Jezdec                    | Stát           | Stáj              | Čas      |
| ------ | ------------------------- | -------------- | ----------------- | -------- |
| 1.     | Daniele Bennati           | Itálie         | Liquigas          | 3h43'39" |
| 2.     | Markus Zberg              | Německo        | Team Gerolsteiner | + 0"     |
| 3.     | Maxim Iglinskij           | Kazachstán     | Astana Team       | + 0"     |
| 4.     | Matti Breschel            | Dánsko         | Team CSC          | + 0"     |
| 5.     | Björn Schröder            | Německo        | Team Milram       | + 0"     |
| 6.     | Mark Cavendish            | Velká Británie | Team High Road    | + 0"     |
| 7.     | Danilo Wyss               | Švýcarsko      | BMC Racing Team   | + 0"     |
| 8.     | Daniele Righi             | Itálie         | Lampre-Fondital   | + 0"     |
| 9.     | Daniel Moreno Fernández   | Španělsko      | Caisse d'Epargne  | + 0"     |
| 10.    | Mikel Astarloza Chaurreau | Španělsko      | Euskaltel-Euskadi | + 0"     |
| …      |                           |                |                   |          |
| 28.    | Roman Kreuziger           | Česko          | Liquigas          | + 0"     |
| 95.    | František Raboň           | Česko          | Team High Road    | + 51"    |

Celková klasifikace
- viz celkové výsledky